# Condictio
La condictio est une notion du droit romain remontant au IIIe siècle av. J.-C.
C'est l'une des trois legis actiones (actions de la loi) citées par Gaius, suivant une procédure formaliste.
Elle apparait entre le IIIe siècle av. J.-C. et le IIe siècle av. J.-C., pour des créances d'argent ou de corps certains (livraison d'un esclave ou d'une marchandise...)
La prétention du créancier s'appuie sur une sponsio, promesse solennelle du débiteur.
Le demandeur interroge le défendeur suivant des formes précises. Par exemple : « je dis que tu dois telle somme en vertu de la sponsio.
Si le défendeur nie, il est assigné trente jours plus tard devant le préteur, qui désigne alors un juge.
Si le demandeur gagne, il obtient l'objet du procès, plus un tiers. de même le défendeur victorieux gagne un tiers.